# Knesset
De Knesset (Hebreeuws: כנסת, letterlijk: vergadering of samenkomst) is het parlement van de staat Israël. Het bestaat uit één Kamer en telt 120 leden,  onder wie een voorzitter. De huidige voorzitter is Amir Ohana van Likoed. Het gebouw waarin het parlement samenkomt, draagt eveneens de naam Knesset; het staat in de wijk Givat Ram in het centrum van Jeruzalem.
De Knesset vormt de wetgevende macht en beslist zodoende over alle wetten. Ook is elke nieuwe regering onderhevig aan de goedkeuring van de Knesset en de Knesset kiest de president van  Israël. Verder kan de Knesset besluiten zichzelf te ontbinden en nieuwe verkiezingen uit te schrijven. De Knesset is onderverdeeld in commissies waarin het voorbereidende werk wordt gedaan. Leden van de Knesset kunnen in de Knesset immuniteit aanvragen. Vroeger hadden ze dit automatisch.
Na elke verkiezing treedt er een nieuwe Knesset aan, die oplopend wordt genummerd. De huidige Knesset is de 25e Knesset. Deze werd op 1 november 2022 gekozen en op 15 november geïnstalleerd.

## Geschiedenis
Tot 1949 fungeerde de voormalige, op vrijwillige basis samengestelde Joods-Palestijnse volksvertegenwoordiging als raad voor de jonge staat Israël. In 1949, direct na de Israëlische Onafhankelijkheidsoorlog, verkoos men geen parlement maar een 'tijdelijke volksraad'. Deze had tot functie het schrijven van een grondwet. Al snel bleek echter dat men niet tot het schrijven van een grondwet over kon gaan. De volgende redenen worden hiervoor aangedragen:
- Aanhangers van de Arbeidspartij vreesden dat een grondwet de macht van premier Ben-Gurion zou beperken.
- Religieuzen vonden dat er geen basiswet voor Joden mag bestaan, buiten de heilige boeken om.
- Oppositieleden waren verontrust dat zij geen stempel op de grondwet zouden kunnen drukken.

Daarom besloot men geleidelijk een grondwet te schrijven, in de vorm van basiswetten die samen de grondwet gingen vormen. De volksraad benoemde zichzelf tot parlement, oftewel de Knesset. Een pikant detail is dat de grondwet tot vandaag de dag niet geheel is voltooid.

## Foto's

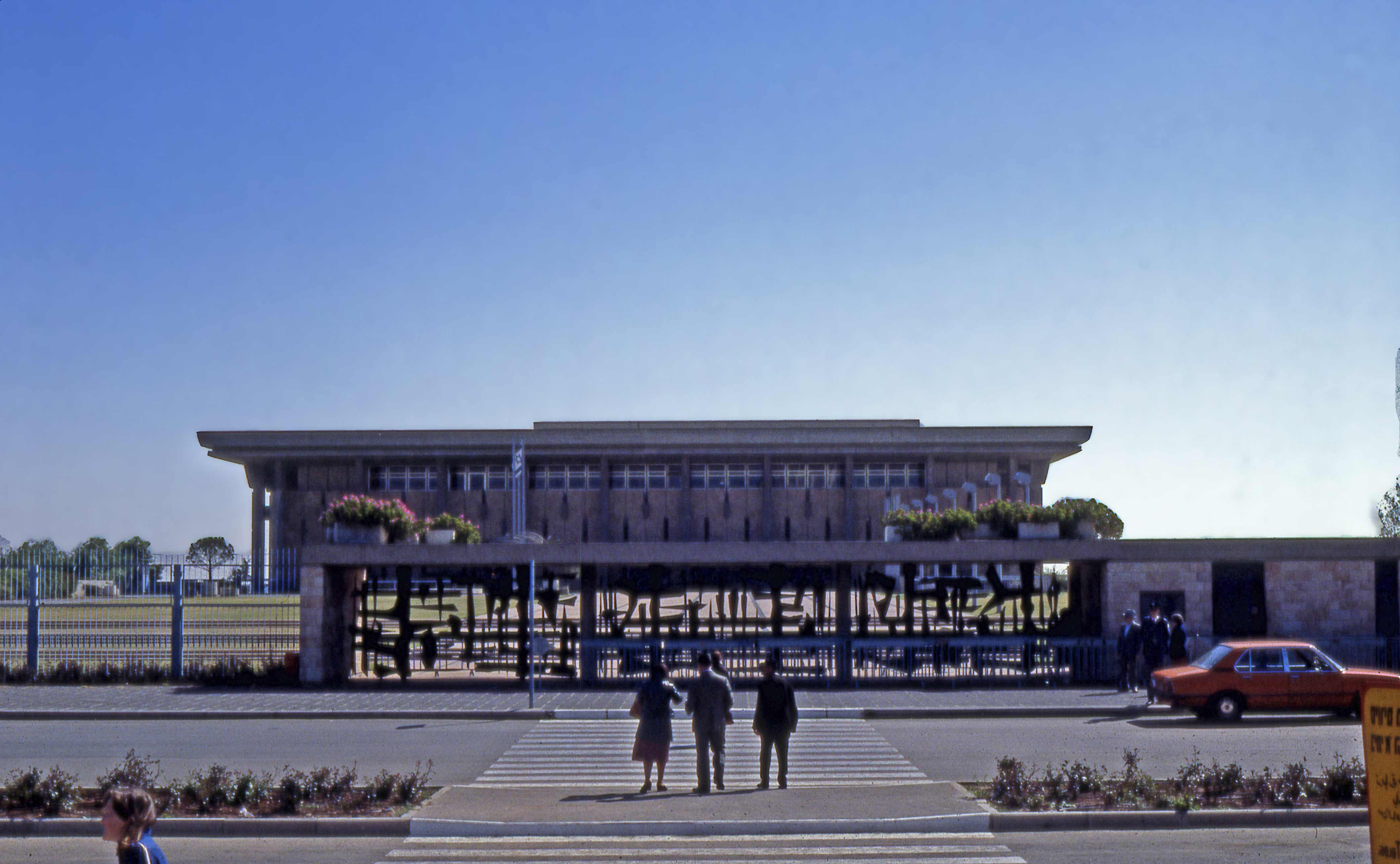
De Knesset van buiten
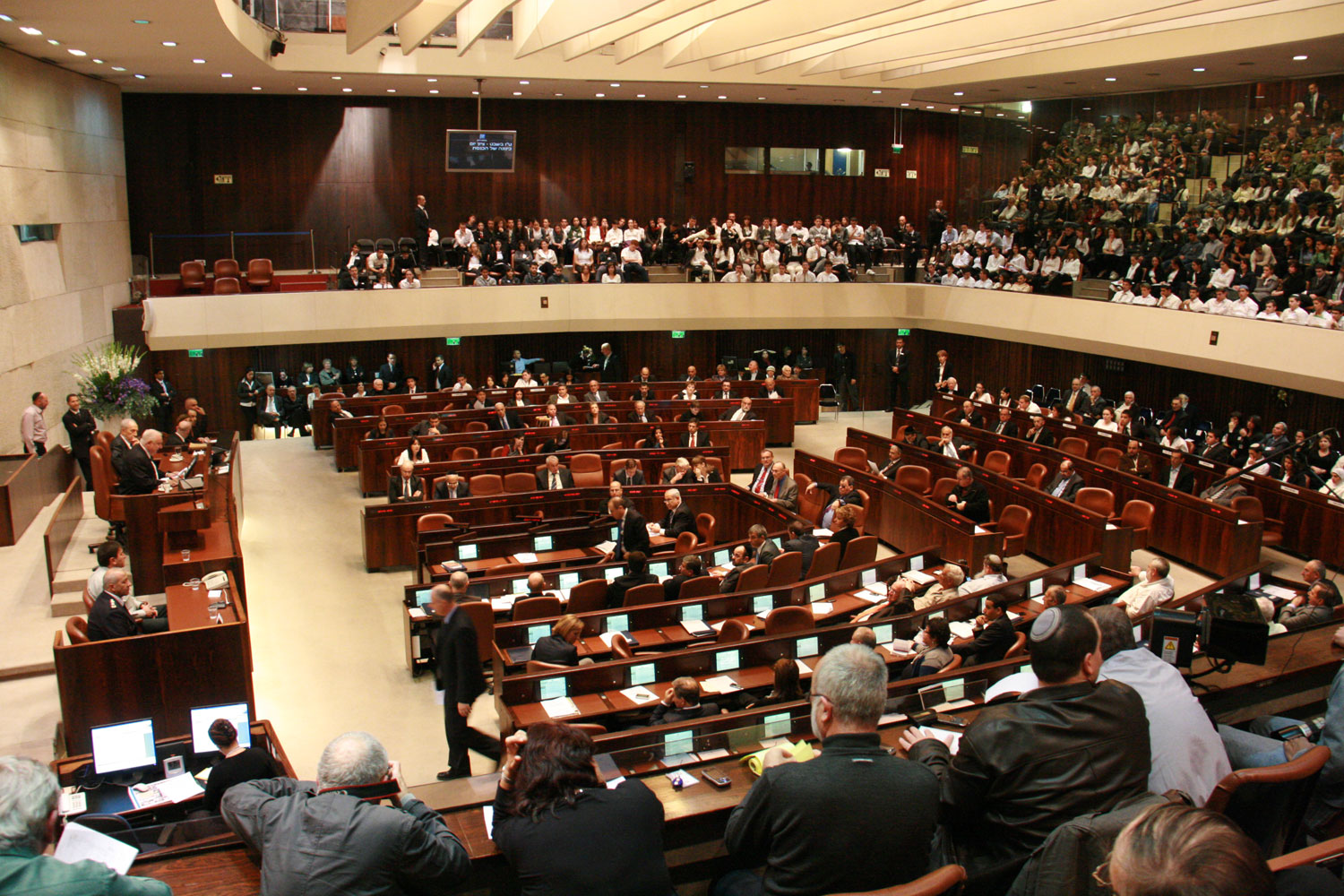
De Knesset van binnen